# Inmigración rusa en Paraguay
La inmigración rusa al Paraguay tuvo lugar después de la victoria de los bolcheviques en la Revolución de Octubre de 1917.
Llegaron al país sudamericano 10 años después numerosos inmigrantes rusos, la mayoría de ellos oficiales del ejército del Zar; algunos nobles, burgueses, científicos, técnicos y educadores.
Los militares que vinieron no dudaron en ofrecer sus servicios al Paraguay durante la Guerra del Chaco, llegando varios de ellos a ofrendar sus vidas a su patria adoptiva. Se destacan entre ellos el general Iván Belaieff, descubridor de la laguna Pitiantuta, Aleksandr Pintonevich Smirtrov, Sergio Salskin, Basilio Serebriakoff, Boris Casianoff, Sergio Sispanov, Stephan Vysokolán, entre otros.
Los rusos que sobrevivieron a la contienda contribuyeron al desarrollo cultural del país, en ámbitos como el teatro y la danza clásica y como matemáticos e ingenieros en la universidad nacional.

## Historia

### Consideraciones
Los primeros rusos llegaron a América Latina cuando Rusia era aún un imperio, cuyo nombre oficial era Vserossiyskaia Imperia, o sea Imperio Panruso o bien Imperio de Todas las Rusias, aunque su Constitución ("Las leyes fundamentales") utilizaba también la expresión Gosudarstvo Rossiyskoie ("Estado de Rusia»").
El Imperio Ruso era entonces un estado multiétnico y multireligioso, de formas constitucionales flexibles, que incluían distintos grados de relaciones confederativas (por ejemplo con Finlandia, con una parte de Polonia etc.) e inclusive principados, con monarcas propios, como en el caso de un principado musulmán en el sur del Cáucaso, encabezado por el Khan de Najachivan.

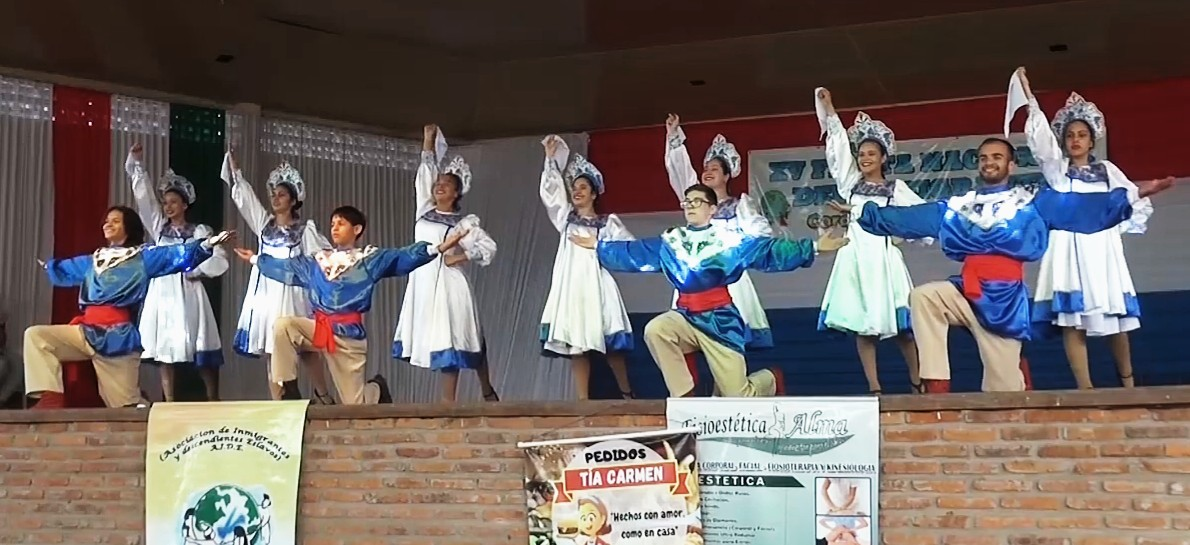
Elenco de baile ruso en el Fiesta del Inmigrante de Coronel Bogado, Itapúa.

Este carácter multiétnico se reflejaba también en los pasaportes imperiales, que no solo acreditaban la ciudadanía imperial, común para todos sus habitantes, sino también la nacionalidad y la religión de cada ciudadano, según la manifestación de cada uno.   Por lo tanto, en los pasaportes de los ciudadanos del Imperio Ruso podían darse tres casos de ciudadanos:
- De etnia y nacionalidad rusa.
- De etnia no rusa.
- De etnia no rusa, pero que, sin embargo, por propia opción figuraban con la nacionalidad rusa.[3]

Este criterio amplio fue usado siempre por la Emigración Rusa, surgida de la Guerra Civil (1917 - 1922), que llegó a tener en su seno alrededor de tres millones de personas en todas partes del mundo. Por otra parte, dicha emigración estaba compuesta no solo por los miembros de los mencionados tres grupos principales de eslavos orientales, sino también por personas pertenecientes a diversas minorías del Imperio Ruso, lo que no fue nunca obstáculo para su propia autoidentificación como "exiliados rusos".

### Los rusos blancos

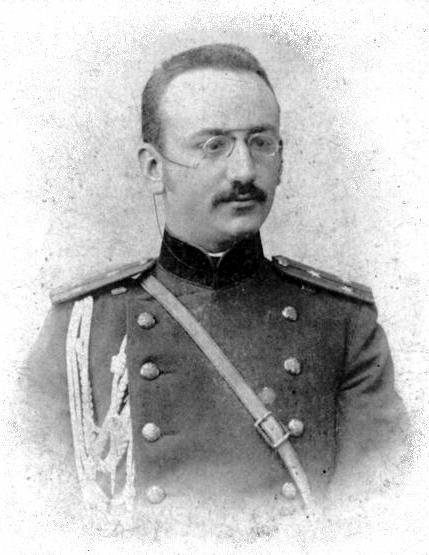
Juan (Iván) Belaieff (1874-1957)

En 1924 el presidente del Paraguay, Dr. Eligio Ayala organizó la venida de 12 militares rusos del ex ejército zarista para reactivar y modernizar el ejército nacional. Estos oficiales pertenecieron al Movimiento Blanco encabezado por Denikin y Wrangel.
A principios de los años treinta, varios centenares de militares exiliados rusos llegaron al Paraguay, y colaboraron con el Ejército Paraguayo durante la guerra con Bolivia. Algunos alcanzaron puestos importantes y les fueron reconocidos grados militares.
Se los denominaba "rusos blancos" pues habían formado parte del sector zarista, y huyeron temerosos de sufrir represalias y persecuciones por parte de los rojos, buscando refugio en varios países europeos; pero los comunistas enviaban sicarios y asesinaron a numerosos exiliados. Por esa razón, muchos optaron por buscar refugio en lejanos países americanos, entre ellos el Uruguay, la Argentina y el Paraguay.
Entre los recién llegados se encontraban gran cantidad de matemáticos, ingenieros, catedráticos y militares, quienes, a poco de llegar al país, ofrecieron sus servicios a las autoridades nacionales. 
Esta ola inmigratoria estaba compuesta en su mayor parte por personas sin familia y sin hijos y, por lo tanto, tiene pocos descendientes.

### El general Belaieff
Uno de los principales jefes rusos que desde el primer día de su presencia en el país tuvo activa participación fue el general Juan (Iván) Belaieff, que realizó importantes expediciones de exploración y mediciones topográficas en la región chaqueña.
Juntamente con otros compatriotas suyos, como Serebriakoff y Von Eckstein, además de oficiales paraguayos; como el teniente Hermes Saguier, descubrieron la laguna Pitiantuta, en 1931. 

## Militares rusos en la Guerra del Chaco
Varios de los oficiales rusos (aproximadamente 60 militares) fueron asimilados al Ejército nacional y pelearon en la guerra paraguayo- boliviana en defensa del territorio chaqueño, donde algunos dejaron sus vidas.
Entre los oficiales que cooperaron con la defensa nacional figuran el príncipe Jason Tumanoff, antiguo comandante de un buque portaminas de la Flota Imperial Rusa e instructor en la Armada Nacional Paraguaya; el general Nicolás Ern, el mayor Von Eckstein, luego coronel.
También se destacaron los coroneles Boris Frey, Sergio Kern, Leo Orangiereff, José Puschkarevich, Dr. Arturo Weiss (de sanidad), Alejandro von Eckstein, José Kielo Gablesky (comunicaciones), los tenientes coroneles Sergio Stchekin, Sergio Salaskin, Igor Orangiereff, Arsenio Kolankovsky, Boris Kasianoff, los mayores Nicolás Chircoff, Nicolás Hodoley, Nicolás Korsakoff, Leonidas Lesch, Basilio Oreieff Serebriakoff (aquel que el 28 de septiembre de 1932 había expresado ¡Qué lindo día para morir!), el Dr. Mitrofan Retivoff (de sanidad), Eugenio A. Bauer von Ekartshansen, Dr. Nicolás Butkevich (veterinario), Nicolás Goldschmidt, Ingeniero Ivan Isakov, Dr. Constantino Gramatchicoff (sanidad) y Vladimir Sryvalin; el capitán de fragata Jazon Tumanoff y los capitanes Nicolás Blinoff, Víctor Cornilovich, Boris Dedoff, Nicolás Emilianov, Boris Yurakosky, Jorge Ozols, Basilio Malutín, Vladimir Porfinenko (de aviación), Juan Tarakus, Jorge Tchirkin, Constantino Ungern Stemberg, Ernesto Altman, Bauer von Ekartshansen, Paul Chapochnikoff, Vladimiro Baschmakoff, Sergio Horodovich y Sergio Schetinin.
Recordados son también los nombres de los tenientes 1º Vsevolod Kanonnikoff, Eugenio de Giers (ambos de marina), Boris Ern, Alejandro Taranchenko, Constantino Malinovsky, Wadin Zakharoff (comunicaciones), Nicolás Golushkevich y los tenientes 2º Iván Bardick, Jorge von Horoch, Ladislao Woroniecky, Wladimiro Schetina, Rostilav Wilkins y el radiotelegrafista Wenceslao Yeloff.
En la retaguardia actuaron los generales de brigada Dr. Eugenio Timchenko (de sanidad) y Nicolás Zimovsky, mayor Dr. Juan Dirzne (de sanidad) y los capitanes Dr. Alejandro Gaidukoff, Sergio Belowsky (ambos de sanidad) y Emilio Zajarchouk. Los tenientes 1º de sanidad Gregorio Popoff y Dra. Vera Retivoff de Popoff, Vladimir Sadoff y Dra. Bárbara de Sadoff, el teniente 2º de sanidad Dr. Alejandro Latkowsky, empleado militar armero Sergio Welichev.